# Boophis pikei
Boophis pikei é uma espécie de sapo de Madagáscar, identificada em 2024; é uma das sete espécies de sapos que, devido ao seu coaxar fazer lembrar os sons de equipamentos da série de ficção científica Caminho das Estrelas, foram denominadas com nomes de capitães da série (Kirk, Picard, Sisko, Janeway, Archer, Burnham e Pike).